# 肢巻

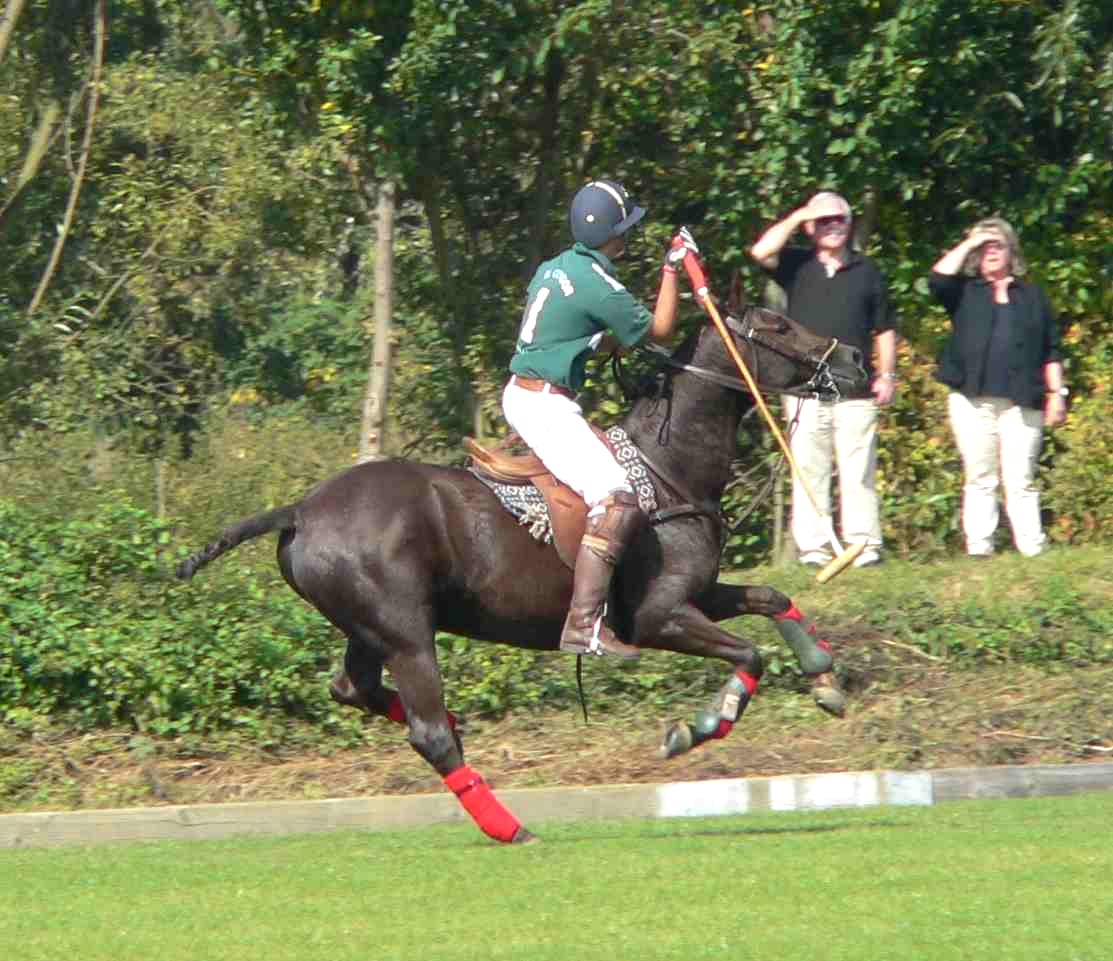
前肢に運動用肢巻（エクササイズバンデージ）とプロテクタ、後肢に肢巻を着けたポロ競技馬

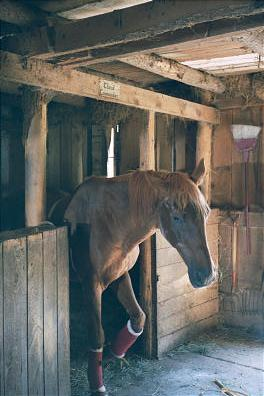
厩舎用肢巻（ステーブルバンデージ）を着けた馬

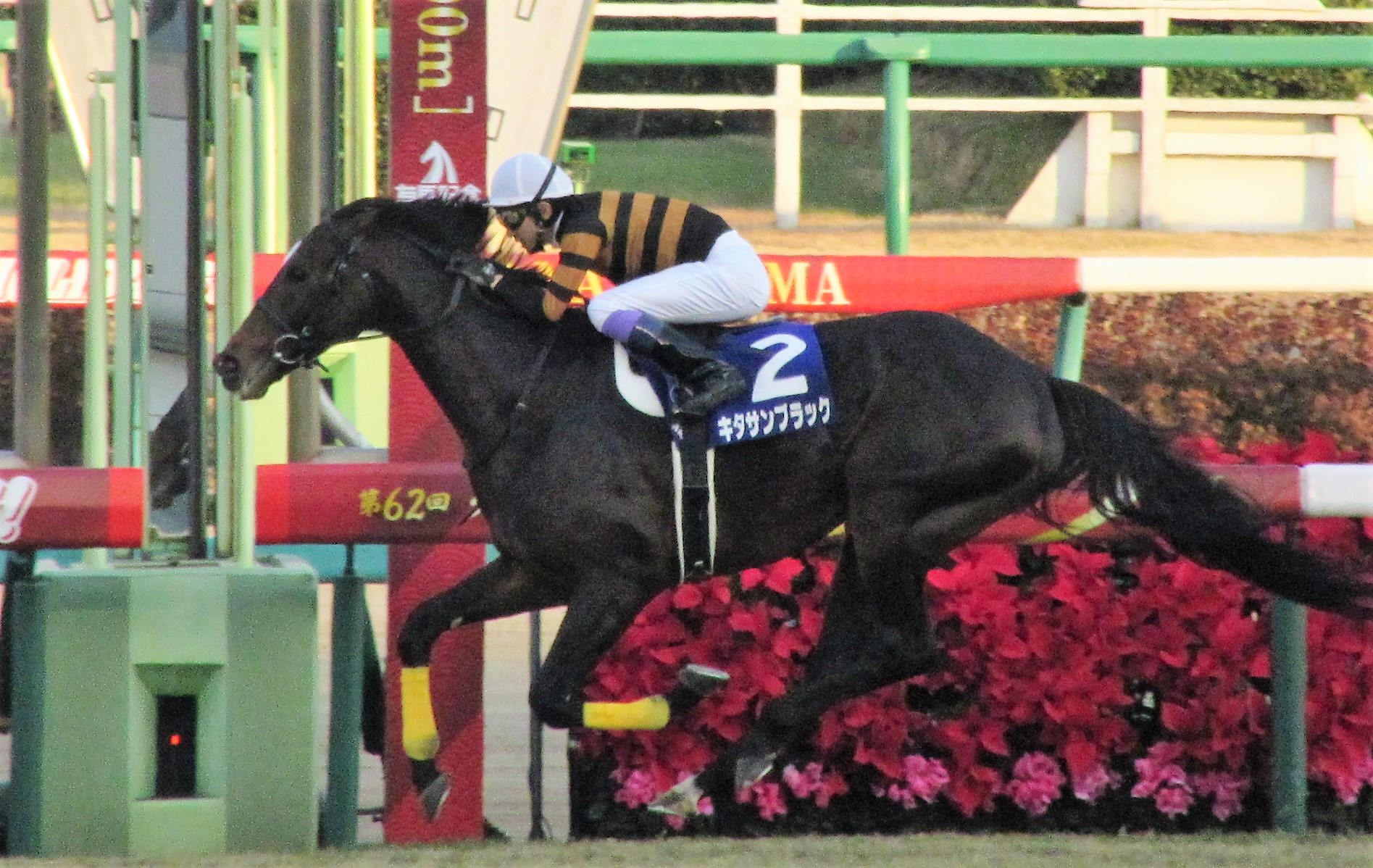
レースにて前肢に肢巻を付けて走るサラブレッド（キタサンブラック号 ）

肢巻（しまき）とは、馬具の一つで、ウールやフリースなどの素材で作られた包帯状の物。バンデージ（英：bandage）ともいい、また、誤ってバンテージと呼ばれることもある。肢のプロテクタや、馬運用ブーツも含めて「肢巻」と総称する場合もある。
肢巻は、ウマの肢（あし）の下部（管や球節）に包帯のように巻きつけ、肢の保護、保温などの目的で使われる。
運動時に使う肢巻（英：exercise bandage）には伸縮性の高いものが使われる。肢を外傷から守る機能はプロテクタも持っているが、肢巻（バンデージ）はそれに加え、適切に施せば、サポーターやテーピングのように、腱や靭帯を保護し怪我を予防する効果も期待できる。巻くのは球節の上3分の2程度までにとどめ、球節の動きを妨げたり、運動中に肢巻がゆるんだりしないようにする。
肢巻は、厩舎で休む際や輸送の際にも利用される。保温や、外傷防止の目的から、ある程度厚みがある柔らかなものが用いられ、肢巻の下にさらにパッドやラップを巻いておくこともある。運動用肢巻と違い、繋まで保護する。また、運動後に、むくみ防止に肢巻を用いる場合もある。
馬場馬術においては、競技中に肢巻を用いてはならないが、練習馬場および表彰式では許容される。ポロでは、四肢全てに肢巻またはプロテクタの装着が義務付けられている。